# 26586 Harshaw
26586 Harshaw este un asteroid din centura principală de asteroizi.

## Descriere
26586 Harshaw este un asteroid din centura principală de asteroizi. A fost descoperit pe 10 martie 2000 din Munții Santa Catalina de Richard Erik Hill. Asteroidul prezintă o orbită caracterizată de o semiaxă mare de 2,78 ua, o excentricitate de 0,10 și o înclinație de 10,4° în raport cu ecliptica.